# Colona evecta
Colona evecta är en malvaväxtart som först beskrevs av Jean Baptiste Louis Pierre, och fick sitt nu gällande namn av Karl Ewald Maximilian Burret. Colona evecta ingår i släktet Colona och familjen malvaväxter. Inga underarter finns listade i Catalogue of Life.